# Christian Stelluti
Christian Stelluti (Desio, 4 novembre 1976) è un attore e ballerino italiano.

## Filmografia

### Cinema
- Volevo solo dormirle addosso, regia di Eugenio Cappuccio (2004)
- L'educazione sentimentale di Eugénie, regia di Aurelio Grimaldi (2005)
- Giustizia divina, regia di Barbara Caggiati - cortometraggio (2005)
- A casa nostra, regia di Francesca Comencini (2006)
- Misstake, regia di Filippo Cipriano (2006)
- Gli amici di Rick, regia di Davide Fois - cortometraggio (2007)
- 06 - Appena sopra il limite, regia di Cristian Lucchetti - cortometraggio (2008)
- Colpo di sonno, regia di Stefano Bruno - cortometraggio (2009)
- Death coach, regia di Matteo Banfo - mediometraggio (2010)
- Last blood, regia di Fulvio Valerio - cortometraggio (2010)
- Mistery man, regia di Sharon Marks - cortometraggio (2010)
- Tutta colpa della musica, regia di Ricky Tognazzi (2011)
- I 2 soliti idioti, regia di Enrico Lando (2012)
- Rush (Rush), regia di Ron Howard (2013)
- Serenata, regia di Daniele Zanzari - cortometraggio (2013)
- Rimbalzello, regia di Nour Gharbi - cortometraggio (2014)
- Un ragazzo d'oro, regia di Pupi Avati (2014)
- Eva Braun, regia di Simone Scafidi (2014)
- Stalker, regia di Luca Tornatore (2014)
- Adepsic rebours, regia di Amila Aliani (2015)
- La differenza, regia di Alfonso Bergamo - cortometraggio (2015)
- The minister, regia di Dayo Fide (2015)
- Il ragazzo della Giudecca, regia di Alfonso Bergamo (2015)
- Milano in the cage, regia di Fabio Bastianello (2016)
- Inferno, regia di Ron Howard (2016)
- Due un po' così, regia di Daniele Chiarello (2017)
- Momoti, regia di Lorenzo Cioglia - cortometraggio (2018)
- Movies Make Money, regia di Giorgio Vignali - cortometraggio (2018)
- Forse è solo mal di mare, regia di Simona De Simona (2018)
- Murder Mystey, regia di kyle Newacheck - Stunt/Double of Adam Sandler (2018)
- Sesso e altri inconvenienti, regia Giorgio Serafini (2018)
- A_Mors, regia di Mauro Cartapani (2019)
- La ragazza dagli occhi di smalto, regia Anna Linda Ravazzoni (2021)

### Televisione
- Avvocati, regia di Giorgio Ferrara - miniserie TV (1998)
- I racconti di Quarto Oggiaro, regia di Gilberto Squizzato - miniserie TV (1999)
- CentoVetrine - serial TV (2005-2012)
- Only You - serie TV (2005)
- L'uomo sbagliato, regia di Stefano Reali - miniserie TV (2005)
- La bambina dalle mani sporche, regia di Renzo Martinelli - miniserie TV (2005)
- Linea di confine - serie TV (2005)
- L'uomo che rubò la Gioconda, regia di Fabrizio Costa - miniserie TV (2006)
- Camera Café - serie TV, episodio 3x61 (2005)
- Vip, regia di Carlo Vanzina - film TV (2008)
- Ad un passo dal cielo, regia di Enrico Oldoini - serie TV (2010)
- Don Matteo - serie TV, episodio 8x13 (2011)
- Un passo dal cielo - serie TV, episodio 1x05 (2011)
- Che Dio ci aiuti - serie TV, episodio 1x10 (2012)
- Benvenuti a tavola - Nord vs Sud - serie TV, episodi 1x10 (2012)
- Anna e Yusef, regia di Cinzia TH Torrini - miniserie TV (2014)
- Solo per amore - serie TV, 10 episodi (2015-2017)
- Made in Italy - serie TV, (2018)
- Extravergine - serie TV, 10 episodi (2019-in corso)
- L'isola di Pietro - serie TV, (2019)
- L'Alligatore, regia di Emanuele Scaringi - serie TV, episodio 1x06 (2020)

## Web-serie
- Horror vacuii, regia di Paola Rotasso e Riccardo Sardonè (2013)
- Il salone di Adele, regia di Enrico Riscassi e Guido Germiniani (2014)

## Videoclip
- Negrita – Che rumore fa la felicità?, regia di Paolo Doppieri (2008)
- Verdena – Angie, regia di Francesco Fei (2008)
- I Misia - Battiti, regia di Flavio Caruso (2013)
- Two Fingerz - Ciao, regia di Frank Siciliano (2013)
- Sonia Mariotti - Sabbia, regia di Marco Del Torchio (2017)
- Gatto Panceri - Un qualunque posto fuori e dentro di me, regia Mauro Cartapani e Fabio Dj Arrighini (2018)

## Teatro
- La fattoria degli animali, da Orson Welles, regia di Stefania Martinelli (2002)
- Cyrano, se vi pare, di Massimo Fini, regia di Eduardo Fiorillo, con Massimo Fini (2004-2005)
- Al Midsummer Night Dream Jazz Hall, di Andrea Motta, regia di Maria Gabriella Giovannelli (2005)
- Uomini mediatici, di Valeria Donianni, regia di Maria Gabriella Giovannelli (2007)
- Hänsel e Gretel, regia di N. Fiorentino (2007)
- La locandiera, di Carlo Goldoni, regia di N. Fiorentino (2007)
- Mosca-Grozny-Beslan. Le donne restano, di Paola Mungiguerra, regia di Piera Mungiguerra. Teatro dell'Arte di Milano (2008)
- Raft of Medusa, regia di Federicapaola Capecchi (2009)
- Raccontando Freddie, regia di Giovanni Siniscalco (2009)
- Working class zero, di Paolo Bignamini, Daniela Mandelli e Roberta Mandelli, regia di Roberta Mandelli (2009-2011, 2013)